# Palatino (trein)
De Palatino was een internationale nachttrein tussen Parijs en Italië en is genoemd naar de Palatijn, een van de zeven heuvels waarop Rome gebouwd is.

## Geschiedenis

### CIWL
De trein werd in 1969 geïntroduceerd op het traject Parijs - Chambéry - Fréjustunnel - Turijn - Genua - Pisa - Rome. De slaaprijtuigen werden in 1969 geëxploiteerd door de Compagnie Internationale des Wagons-Lits (CIWL) en zijn in 1971 in de TEN wagen-pool ondergebracht, waarna CIWL alleen nog het treinpersoneel leverde. Het traject Parijs - Chambéry werd 's nachts in vijf uur en 20 minuten afgelegd. De volgende ochtend werd in Chambéry, voor het ontbijt, een zelfbedieningsrestauratierijtuig aangekoppeld. In Genua werd dit restauratierijtuig weer afgekoppeld en reed de trein verder naar Pisa waar doorgaande rijtuigen voor Florence werden afgekoppeld of aangehaakt. Het stuk langs de kust tussen Pisa en Rome, 336 km, werd door de Tartaruga van de Italiaanse spoorwegen in twee uur en veertig minuten afgelegd.

### EuroCity
De Palatino werd op 31 mei 1987 als een van de acht nachttreinen in het EuroCity-net opgenomen. De EuroCity reed hetzelfde traject maar stopte onderweg alleen in Chambéry en Genua. Op 22 mei 1993 reed de Palatino voor het laatst als EuroCity.

### EuroNight

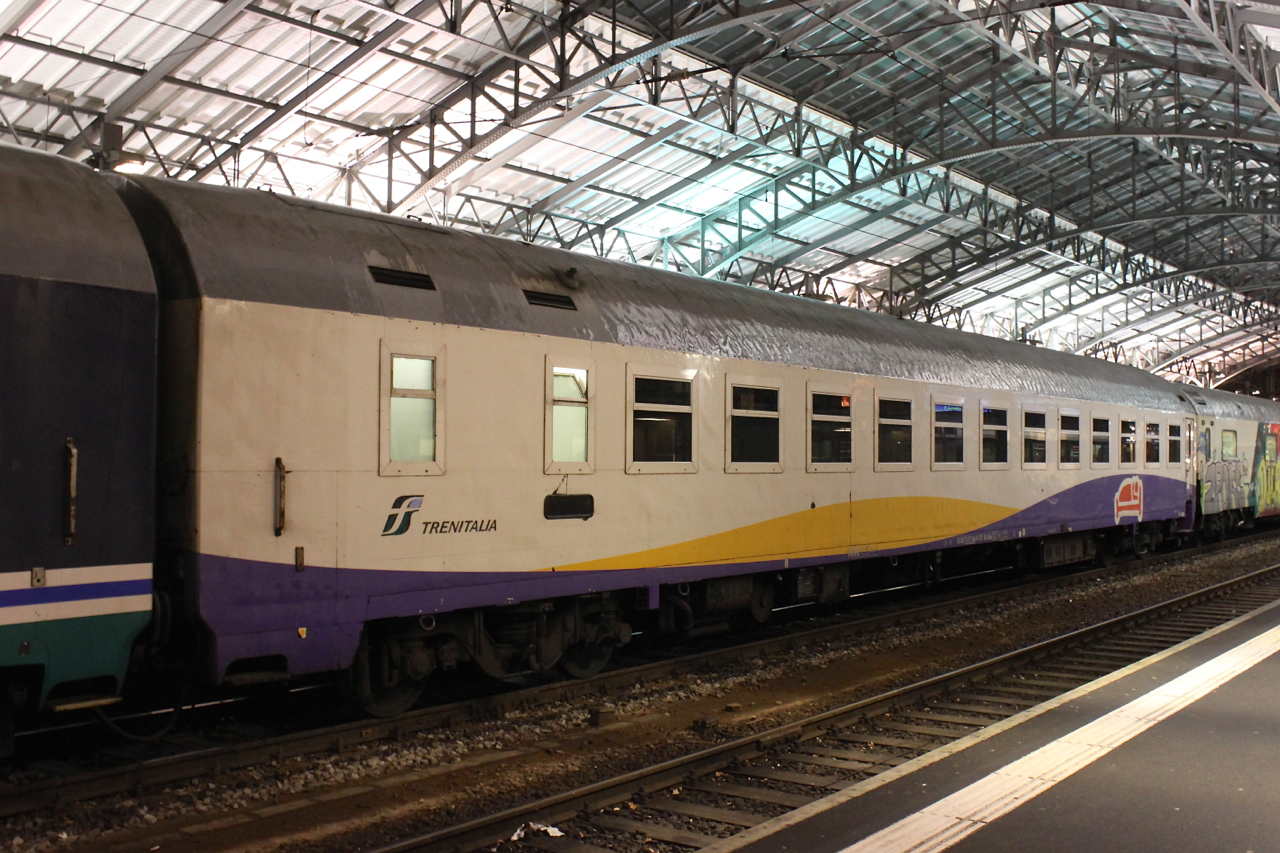
De EN 227 Palatino met Italiaans slaaprijtuig in Artesia kleuren te Lausanne 12 nov 2010

Omdat vanaf 1993 de naam EuroCity slechts is voorbehouden aan dagtreinen is de Palatino ondergebracht in het toen gestarte EuroNight-netwerk. De exploitatie van de trein kwam in 1995 in handen van Artesia, een dochterbedrijf van de FS en de SNCF dat is opgericht voor de exploitatie van de treindienst tussen Frankrijk en Italië. De exploitatie van de trein is in mei 2012 overgegaan op Thello. In december 2013 werd de verbinding naar Rome opgeheven.

## Route en dienstregeling
De route van de trein bleef ongewijzigd tot 12 december 2004. Vanaf dat moment rijdt de trein niet meer via de Mont Cenis-route maar via de Simplon-route door Zwitserland en vervolgens via Milaan en Florence naar Rome.